# Brent Weeks
Pour les articles homonymes, voir Weeks.
Œuvres principales
- Série L'Ange de la nuit
- Série Le Porteur de lumière

Brent Weeks, né le 7 mars 1977 dans le Montana, est un romancier américain de fantaisie.

## Biographie
Brent Weeks est né le 7 mars 1977 dans le Montana. Après avoir décroché son diplôme en études anglaises à l'université d'arts libéraux d'Hillsdale dans le Michigan, il décide de parcourir le monde. Après plusieurs emplois précaires, il devient barman et commence à écrire des histoires sur des serviettes en papier. Durant cinq ans, il rédige sa première trilogie de fantaisie : L'Ange de la nuit puis parvient à la faire éditer par Orbit,. Celle-ci devient l'un des succès de librairie de l'année 2008 aux États-Unis. 
En 2010, il lance une nouvelle série romanesque, Le Porteur de lumière. Le deuxième tome obtient le prix Legend de 2013. Cette nouvelle série perd, au fil des tomes une part importante de son lectorat. Weeks décide alors de revenir à la série qui a fait son succès : L'Ange de la nuit. Cependant, le lectorat n'est plus au rendez-vous.
Il vit avec sa femme Kristi dans l'Oregon.

## Œuvres

### UniversL'Ange de la nuit

#### SérieL'Ange de la nuit
1. La Voie des ombres, Bragelonne, 2009 ((en) The Way of Shadows, Orbit, 2008  (ISBN 978-0356500713)), trad. Olivier Debernard, 552 p.  (ISBN 978-2352942658)Réédition en livre de poche, Milady, 2011
2. Le Choix des ombres, Bragelonne, 2009 ((en) Shadow's Edge, Orbit, 2008  (ISBN 978-0356500720)), trad. Olivier Debernard, 552 p.  (ISBN 978-2352943280)Réédition en livre de poche, Milady, 2011
3. Au-delà des ombres, Bragelonne, 2009 ((en) Beyond the Shadows, Orbit, 2008  (ISBN 978-0356500737)), trad. Olivier Debernard, 552 p.  (ISBN 978-2352943525)Réédition en livre de poche, Milady, 2011

- Hors série L'Ombre parfaite, Milady, 2014 ((en) Perfect Shadow, Orbit, 2011  (ISBN 978-0356510941)), trad. Olivier Debernard, 552 p.  (ISBN 978-2352942658)

#### SérieLes Chroniques de Kylar
1. L'Ange de la Nuit : Némésis, Bragelonne, 2024 ((en) Night Angel Nemesis, Orbit, 2023), trad. Jean Claude Mallé, 936 p.  (ISBN 979-10-281-1655-2)

### SérieLe Porteur de lumière
1. Le Prisme noir, Bragelonne, 2011 ((en) The Black Prism, Orbit, 2010  (ISBN 978-1841499048)), trad. Emmanuel Pailler, 576 p.  (ISBN 978-2352945260)Réédition en livre de poche, Milady, 2015
2. Le Couteau aveuglant, Bragelonne, 2013 ((en) The Blinding Knife, Orbit, 2012  (ISBN 978-1841499086)), trad. Emmanuelle Casse-Castric, 720 p.  (ISBN 978-2352946243)Réédition en livre de poche, Milady, 2015
3. L'Œil brisé, Bragelonne, 2015 ((en) The Broken Eye, Orbit, 2014  (ISBN 978-1841499116)), trad. Olivier Debernard, 768 p.  (ISBN 978-2352948391)Réédition en livre de poche, Milady, 2016
4. Le Miroir de sang, Bragelonne, 2017 ((en) The Blood Mirror, Orbit, 2016  (ISBN 978-0356504636)), trad. Olivier Debernard, 669 p.  (ISBN 979-1028110314)Réédition en livre de poche, Bragelonne, 2018
5. Le Blanc incandescent, Bragelonne, 2020 ((en) The Burning White, Orbit, 2019  (ISBN 978-0316251303)), trad. Olivier Debernard, 600 et 648 p.  (ISBN 979-1028106638 et 979-1028103859)Paru en français en deux tomes. Réédition en livres de poche, Bragelonne, 2021